# Tung Desem Waringin
Tung Desem Waringin nasceu em Surakarta, 22 de dezembro de 1968. É um palestrante, empresário e escritor de sucesso de livros de auto-ajuda. 

## História
Tung nasceu de uma família humilde e experimentou várias dificuldade, a principal, foi a falência dos negócios que o seu pai tinha. Isso o motivou a se interessar pelo mundo do marketing para conseguir fazer com que os negócios do seu pai tivessem sucesso novamente.
Ao ingressar na Universidade Estadual Sebelas Maret, em Surakarta, trabalhou como vendedor. Após se formar, em 1992, entrou para o ramo financeiro, sendo admitido no Banco Central da Ásia (BCA) num Programa de Desenvolvimento de Gestão. Em Jacarta, ao concluir o curso oferecido pelo Banco como o melhor aluno, foi enviado como gerente para a filial do banco em Surabaia, para melhorar os resultados de 22 filiais que tiveram os piores resultados de auditoria operacional em toda a Indonésia. O problema, que levaria dois anos, Tung Desem resolveu em apenas quatro meses e por muito tempo, esse escritório apresentou os melhores resultados de auditoria no país. Outra conquista de destaque, trabalhando no Banco, foi o maior crescimento do uso de cartão de crédito na Indonésia.
Quando a crise atingiu a Indonésia em 1998 e provocou o colapso do BCA, que fez com que outras sucursais do BCA estivessem sem fundos devido à grandes retiradas de seus clientes, em Malang, uma cidade na ilha de Java, o escritório da BCA sob a liderança de Tung, em vez do que ocorreu em outras filiais, apresentou fundos excedentes. 
Até o ano de 2000, o pai de Tung, Tatang Sutikno, estava gravemente doente e o resultado de seus esforços na BCA era apenas o suficiente para pagar pelo tratamento de seu pai no Hospital Mount Elizabeth, em Cingapura. Decidiu sair do Banco e enviou uma carta de demissão em maio de 2000 e mudou-se para o Grupo Lippo. No entanto, na Lippo Shop, como vice-presidente sênior de marketing, ele tinha conflitos com a Direção da empresa e em fevereiro de 2001, decidiu sair.

## Palestrante e escritor
Tung após ver um panfleto de um seminário promovido pelo palestrante mais caro do mundo, Tony Robbins, que seria realizado em Cingapura, decidiu participar, embora estivesse falido e o bilhete para o seminário custar 10 mil dólares para 8 dias de evento. Tung, então, desesperado para participar do seminário, emprestou dinheiro de um amigo e se desfez de alguns bens. Ele estava determinado a se tornar um motivador após muitos seminários de Anthony Robbins na América, e também participou dos seminários de Robert Kiyosaki, Bob Proctor e Robert G. Allen. 
O seminário de Tony Robbins o qualificou para ser um palestrante motivacional. Passou, assim, a trabalhar com palestras e treinamentos, inspirando muitas pessoas que participam de seus seminários alcançarem o melhor potencial na vida, nas finanças e na carreira. Ele se tornou um dos melhores palestrantes da Indonésia. Cada palestra custa em média 8 mil dólares e, a cada mês, ele consegue uma média de 30 palestras ou treinamento. Para conseguir atender o número de palestras ou treinamento, ele usa helicópteros para viajar de um evento para outro. Ele também passou a escrever livro motivacionais que vendem bem no mercado. 
Sua renda como palestrante foi investida em forma de ações, dívida e fundos mútuos. Também comprou várias propriedades em Cingapura e também estabeleceu muitas outras empresas. Em 2010, o volume de negócios gerado por suas empresas voltadas para palestras, consultorias e treinamentos, atingiu 48 milhões de dólares.
Como escritor, em 2005, publicou seu primeiro livro "Revolução Financeira". Para promovê-lo, andou a cavalo pelas ruas de Jacarta vestido como um herói de guerra da Indonésia. O livro tornou-se um best-seller, sendo premiado pelo Museu do Recorde Mundial da Indonésia (MURI) como o primeiro livro com 10.511 vendas no primeiro dia de lançamento.
Em 1 de junho de 2008, para promover o lançamento do seu segundo livro, "Revolução de Marketing", foi lançado de um avião, na cidade de Serang, a 75 km de Jacarta, um total de 100 milhões de rúpias (US$ 10.740). O inesperado lançamento causou uma confusão entre os moradores pobres da região. Cerca de 500 pessoas compareceram ao evento. O autor inicialmente esperava voar sobre Jacarta, mas a polícia negou permissão em meio a preocupações de que grandes multidões se reunissem e causassem caos em um país onde milhões vivem com o equivalente a menos de 2 dólares por dia. No primeiro dia de comercialização do livro, foram vendidos 38.878 cópias.